# Sơn ca Angola
Sơn ca Angola, tên khoa học Mirafra angolensis, là một loài chim trong họ Alaudidae.